# Żółty Stawek
Żółty Stawek (słow. Žlté pliesko, niem. Gelber See, węg. Sárga-tó) – staw położony na wysokości 1950 m n.p.m., w Dolinie Białych Stawów (odnoga Doliny Kieżmarskiej), w słowackich Tatrach Wysokich. Pomiary pracowników TANAP-u z lat 60. XX w. wykazują, że ma on powierzchnię 0,130 ha, wymiary 60 × 33 m i głębokość ok. 1 m. Leży w Żółtej Kotlinie, u podnóży Jagnięcego Szczytu. Poziom wody podlega dużym wahaniom. Jest to jeden z kilku stawów w Dolinie Białych Stawów (najwyżej położony), pozostałe to: Stręgacznik, Małe Białe Stawy, Wyżni Rzeżuchowy Stawek, Niżni Rzeżuchowy Stawek i Wielki Biały Staw. Nie prowadzi do niego żaden znakowany szlak turystyczny.